# Witte russula
De witte russula (Russula delica) is een schimmel behorend tot de familie Russulaceae. Hij vormt mycorrhiza met Beuk (Fagus), Eik (Quercus) en Linde (Tilia). Hij komt voor in lanen en bossen op voedselrijkere zand-, leem- en kleibodems.

## Kenmerken

### Uiterlijke kenmerken
Hoed
De hoed is aanvankelijk bolvormig, later vlakker en vaak trechtervormig. Hij heeft een diameter van 5–15 cm (soms tot 20 cm of meer) en is wit met een lichtbruine of okerkleurige tint. De rand is vaak omgebogen en kan golvend of lobvormig zijn. De hoed is droog, vezelig en bedekt met fijne, radiale vezels.
Lamellen
De lamellen zijn wit tot crème en kunnen bij oudere exemplaren lichtbruin verkleuren. Ze zijn stevig, smal en staan dicht bij elkaar. Bij jonge exemplaren kunnen ze waterdruppels bevatten. De lamellen zijn aan de steel vast of licht aflopend. 
Steel
De steel is kort, dik en stevig, met een lengte van 4–8 cm en een diameter van 3–5 cm. Hij is wit tot okerachtig, met een satijnachtige glans die later mat kan worden. De steel is vaak bedekt met fijne vezels en kan aan de basis een lichte bruinachtige verkleuring vertonen. Met ijzersulfaat kleurt de paddenstoel vaal oranje. De guaiac-reactie is positief, min of meer snel en intens.
Smaak en geur
Het vlees is stevig en wit. Het is opvallend stevig en bros, ruikt jong aangenaam fruitig, maar bij ouderdom vaak onaangenaam vis- of wantsenachtig en heeft een milde tot licht pittige smaak.
Sporenprint
De sporenprint is wit-bleek creme (Ib-IIa volgens Romagnesi).

### Microscopische kenmerken
De sporen zijn breed elliptisch en 8–12 µm lang en 7–9 µm breed. De wratten zijn 0,5–1,5 µm hoog, staan vaak in ketens of zijn soms door fijne lijntjes, en zeldzamer door een netvormige verbinding verbonden. 
De hoedhuidcystiden zijn wormvormig tot smal cilindrisch en reageren nauwelijks op sulfovanilline. Aan de lamelranden staan ze zeer dicht op elkaar en op de lamelvlakken in grote aantallen. Ze zijn spoelvormig en hebben vaak een als opgezet lijkende punt. Ze reageren sterk op sulfovanilline.

## Verspreiding

Europees verspreidingsgebied

De gewone witte russula is een holarctische soort die voorkomt in Noord-Azië (Israël, Klein-Azië, de Kaukasus, Siberië, Kamtsjatka, het Russische Verre Oosten, Korea, Japan en Taiwan), in Noord-Amerika, Groenland, Noord-Afrika (Algerije, Marokko) en bijna geheel Europa. In Europa is de russula meridionaal tot subarctisch verspreid. In het zuiden komt hij voor van Spanje via de Balearen en Corsica tot in Griekenland. In het westen vindt men hem van Frankrijk via de Benelux tot Groot-Brittannië, inclusief de Hebriden. In Noord-Europa komt de russula voor op IJsland, Spitsbergen en de Faeröer-eilanden en tot in Lapland in heel Fennoscandinavië. In het oosten reikt zijn verspreidingsgebied tot Rusland en Wit-Rusland.
In Noord- en Midden-Amerika is de gewone witte russula zeldzaam en wordt meestal vertegenwoordigd door Russula brevipes, een soort die vergelijkbaar is maar in Europa niet voorkomt. Toch komt hij voor in Canada, de Verenigde Staten, Mexico en Costa Rica.
In Nederland komt hij vrij zeldzaam voor. Hij is niet bedreigd en staat niet op de rode lijst.

## Ecologie
De witte russula is een ectomycorrhizapaddenstoel die een symbiotische relatie aangaat met de wortels van verschillende loof- en naaldbomen. Hij komt voor in gemengde bossen op voedselrijke zand-, leem- en kleibodems. De soort is thermofiel en verschijnt vooral tijdens warme periodes in de zomer en herfst.

## Vergelijkbare soorten
De witte russula kan gemakkelijk worden verward met andere witte russula-soorten, zoals:
- Smalplaatrussula (Russula chloroides): Deze soort heeft dichter bij elkaar staande, smalle lamellen en een groenige of blauwachtige tint aan de steelbasis. De geur is scherp en peperig.
- Russula pallidospora: Deze soort heeft gelige lamellen en een geelachtige sporenprint. De sporen zijn kleiner dan die van R. delica.
- Russula flavispora: Deze soort heeft een dichte lamellenstructuur en een diep okerkleurige sporenprint.

Daarnaast zijn er melkzwammen zoals de Lactarius piperatus, die wit zijn en melk afscheiden bij beschadiging, maar geen mycorrhiza vormen en een andere geur en smaak hebben.

## Culinaire waarde
Hoewel de witte russula eetbaar is, wordt hij in Nederland zelden gegeten vanwege zijn scherpe smaak. In andere landen, zoals Cyprus en Griekenland, wordt de soort echter veelvuldig verzameld en geconsumeerd. De hoeden worden meestal gekookt en vervolgens ingelegd in azijn, olie of pekel. In Oekraïne en Rusland worden de hoeden ook gekookt en gezouten in koude pekel met dille en knoflook.

## Foto's

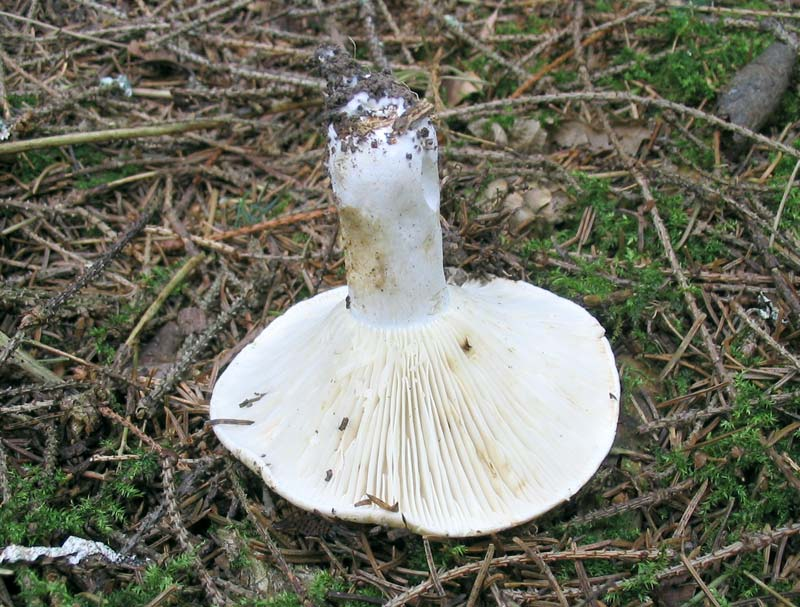
Plaatjes
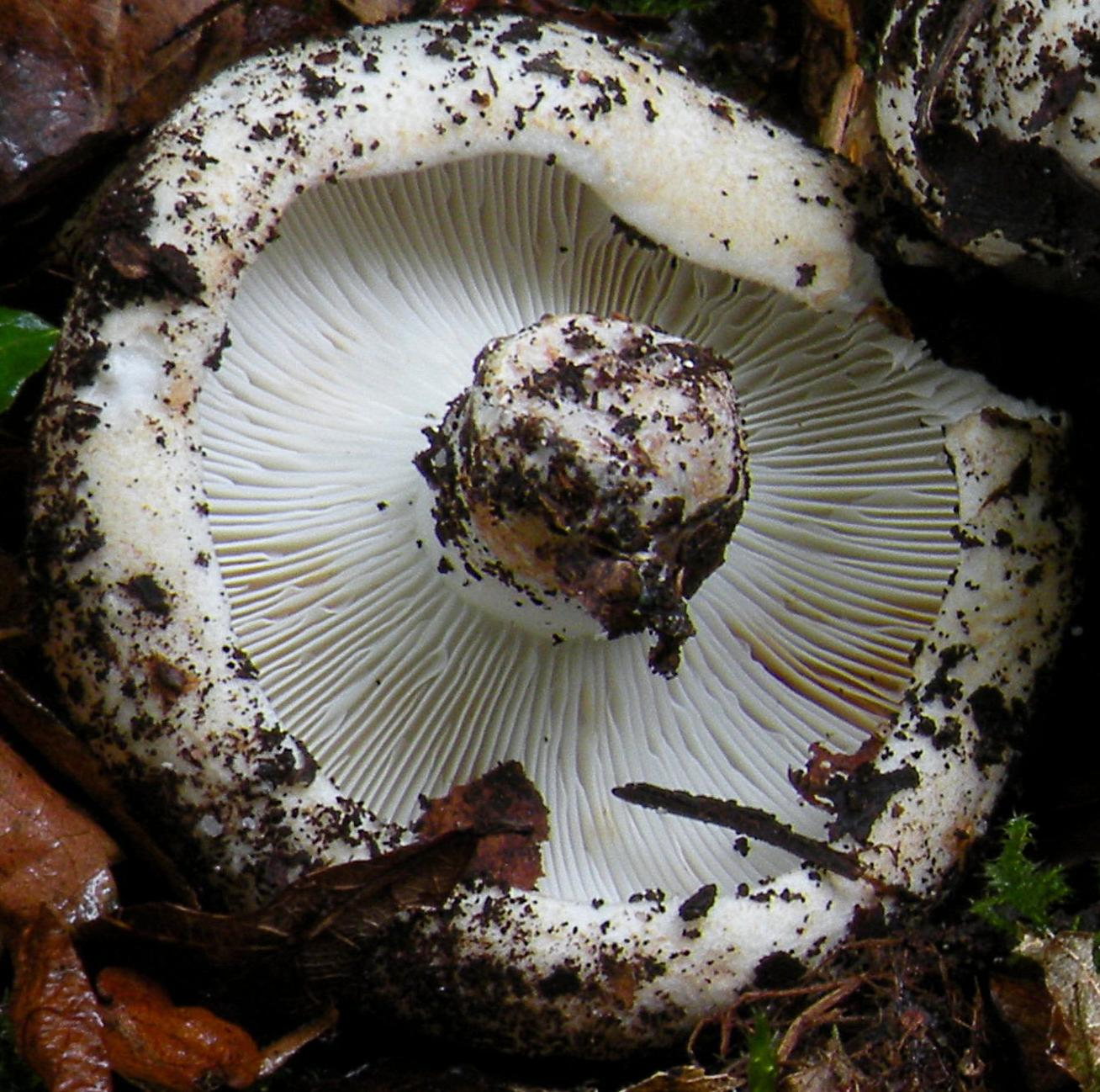
Plaatjes